# Distrito de Halle-Vilvoorde
El Distrito de Halle-Vilvoorde (en neerlandés: Arrondissement Halle-Vilvoorde; en francés: Arrondissement de Hal-Vilvorde) es uno de los dos distritos de los que se compone la provincia belga de Brabante Flamenco. Se ubica al oeste de la Región de Bruselas-Capital, posee una superficie de 942,93 km² y una población (a 1 de enero de 2016) de 622.234 habitantes.

## Lista de Municipios
- Affligem
- Asse
- Beersel
- Bever
- Dilbeek
- Drogenbos
- Galmaarden
- Gooik
- Grimbergen
- Halle
- Herne
- Hoeilaart
- Kampenhout
- Kapelle-op-den-Bos
- Kraainem
- Lennik
- Liedekerke
- Linkebeek
- Londerzeel
- Machelen
- Meise
- Merchtem
- Opwijk
- Overijse
- Pepingen
- Roosdaal
- Sint-Genesius-Rode
- Sint-Pieters-Leeuw
- Steenokkerzeel
- Ternat
- Vilvoorde
- Wemmel
- Wezembeek-Oppem
- Zaventem
- Zemst